# Cristoforo Palmieri
Mons. Cristoforo Palmieri, C.M. (24. května 1939, Bitonto) je albánský emeritní biskup Rrëshenu italské národnosti a člen vincentinů.

## Životopis
Narodil se 24. května 1939 v Bitontu, v chudé rodině, jako pátý z osmi dětí. Jeho otec Pietro Palmieri byl chudý švec a matka Grazia byla žena v domácnosti. Už jako dítě chodil do kostela a sloužil u oltáře. V této době cítil volání ke kněžství. Vstoupil do semináře díky tomu že mu nato přispěly přátelé. Roku 1960 vstoupil do komunity vincentinů. Studoval v Neapoli, Chieri a v Turíně. Na kněze byl vysvěcen 18. března 1967.
Již několik let působil a sloužil jako farář různých farností a jako představený misijní komunity. Křesťanské komunity v Neapoli, Lamezia Terme a v Lecce, ho znali jako faráře věrný kněžské službě a péči o chudé.
Roku 1993 ze své vlastní vůle odešel do Albánie (Rrëshen), založit vincentinskou komunitu, aby hlásala evangelium v Mirditě, a pomáhat chudým podle vincentinského charismatu.
Dne 23. listopadu 2005 byl papežem Janem Pavlem II. jmenován biskupem Rrëshenu. Biskupské svěcení přijal 28. prosince 2005, z rukou arcibiskupa Rroka Koli Mirdity a spolusvětiteli byli arcibiskup John Bulaitis a arcibiskup Angelo Massafra.
Dne 15. června 2017 přijal papež František jeho rezignaci z důvodu dosažení kanonického věku 75 let.